# 儒城温泉站
儒城溫泉站（：／ Yuseong-oncheon yeok */?）副站名忠南大學·牧園大學，是大田地鐵1號線沿線的一座地下車站，位於韓國大田廣域市儒城區鳳鳴洞。大田地鐵2號線完工後將於此站與1號線交會轉乘。

## 車站結構
本站站體為2面2線側式月台的地下車站，設有月台幕門，並有8處出口。

### 月台配置
| 甲川 ↑ |
| \| 上  |
| ↓ 九岩 |

| 月台 | 路線               | 目的地                               |
| ---- | ------------------ | ------------------------------------ |
| 上行 | ●大田都市铁道1号线 | 甲川、市廳、大田、板岩方向           |
| 下行 | ●大田都市铁道1号线 | 九岩、顯忠院、世界盃競技場、盤石方向 |

## 歷史
- 2007年4月17日：落成啟用。

## 車站周邊
- 忠南大學
- 牧園大學
- 大田儒城郵局
- 鳳鳴洞郵局
- 儒城高校
- 儒城酒店
- 大田Interciti酒店
- 東亞創業大廈（朝鲜语：동아벤처타워）
- 儒城高速巴士客運站（朝鲜语：유성시외버스터미널）
- 三星電子儒城溫泉服務中心
- 道安新都市（朝鲜语：도안신도시）
- 弓洞羅德奧街
- 儒城溫泉CGV

## 圖片

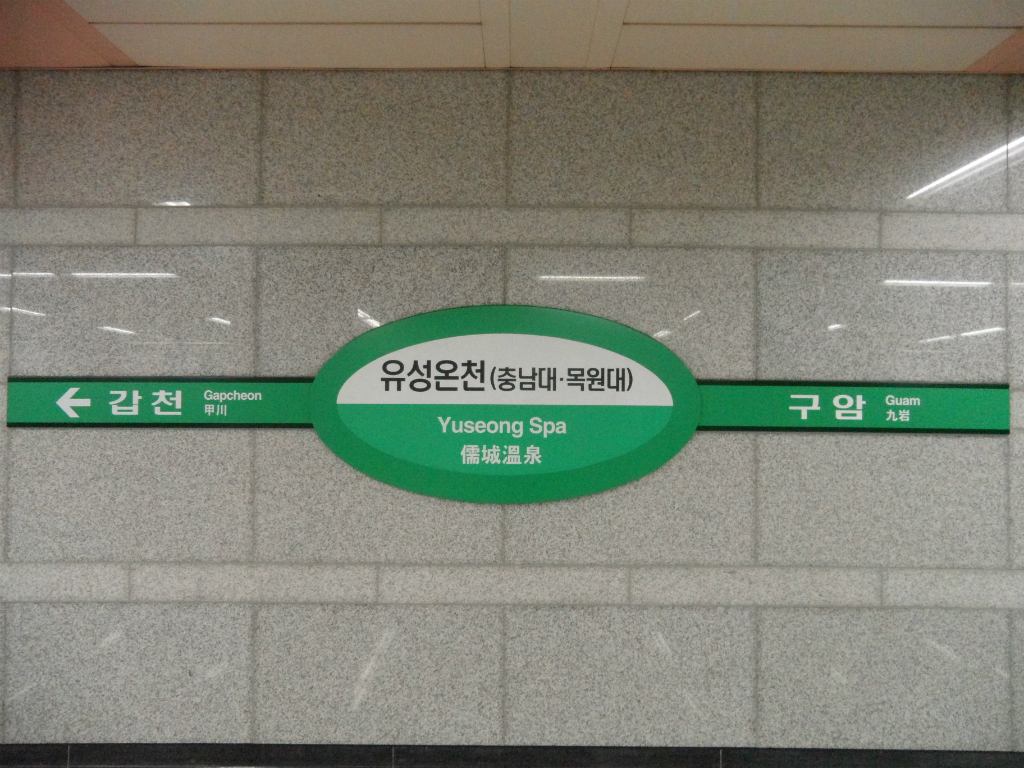
站名牌
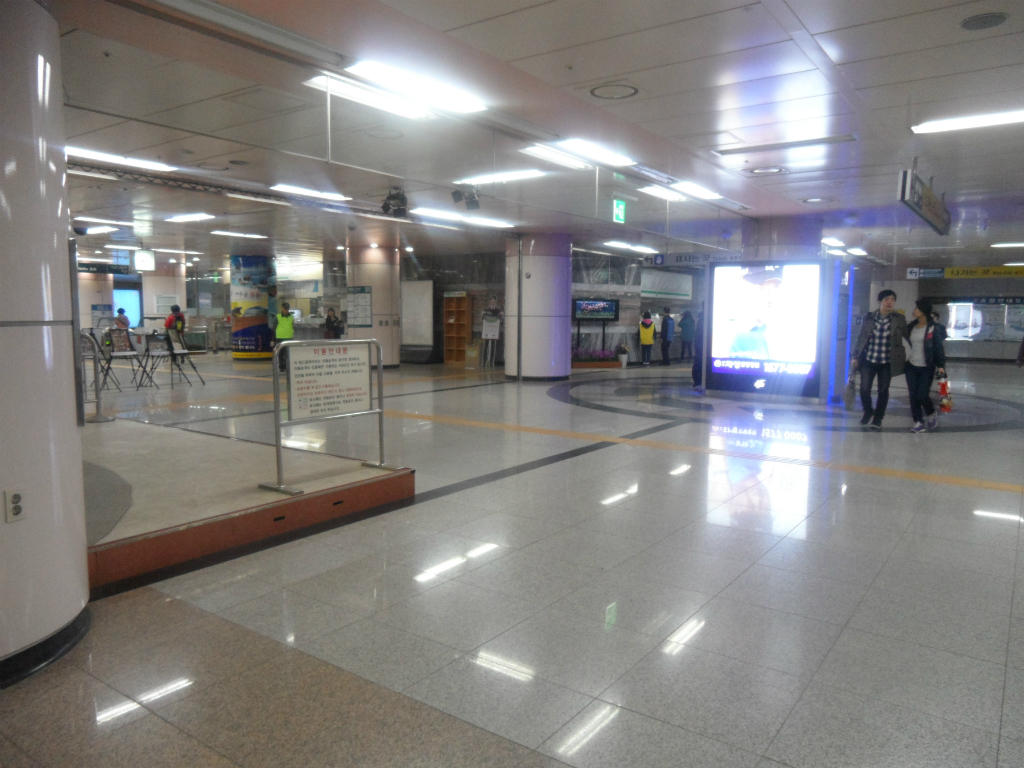
車站大廳
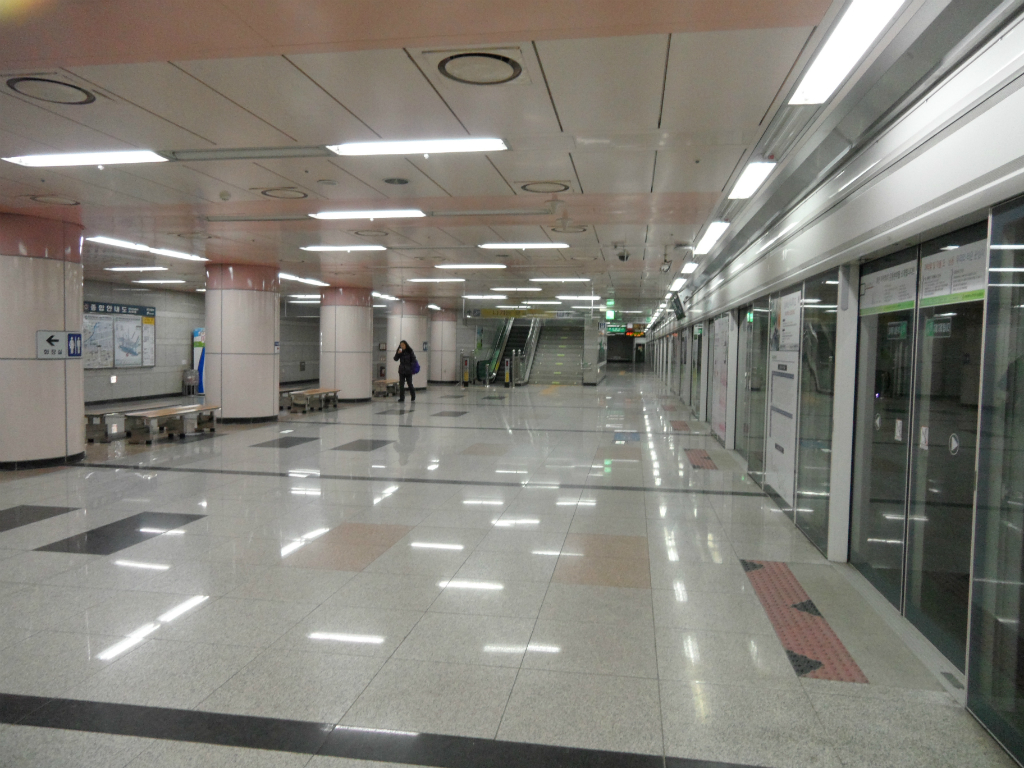
候車月台
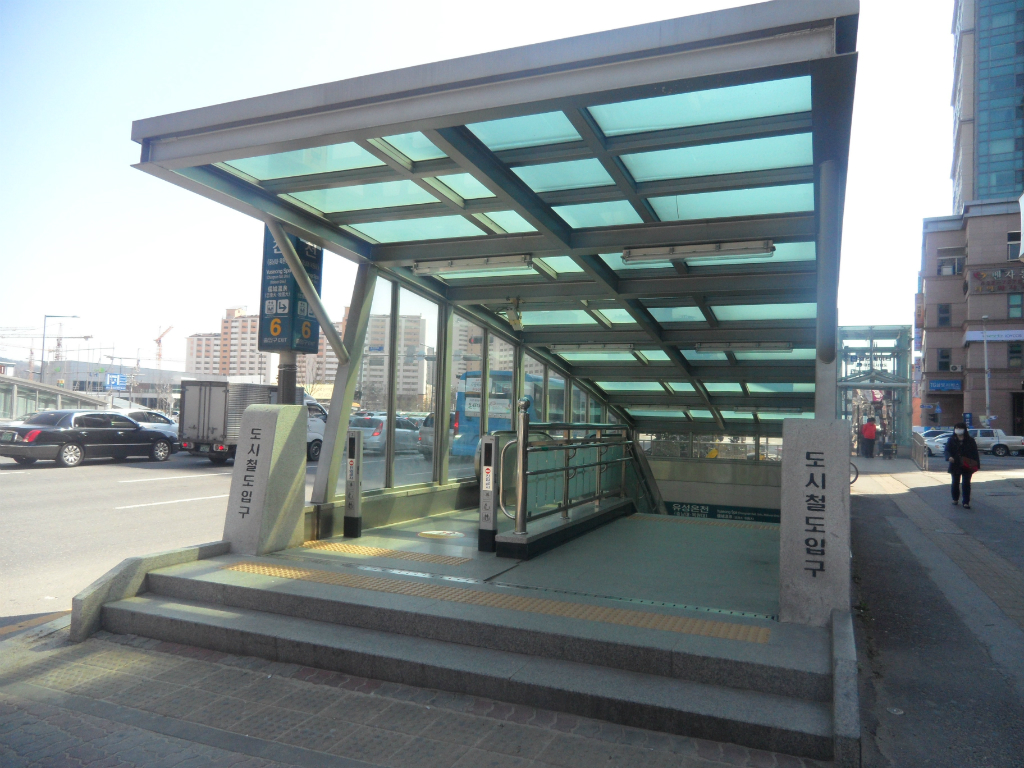
6號出口

## 相鄰車站
大田廣域市都市鐵道公社
●大田都市铁道1号线
甲川（115）－儒城溫泉（116）－九岩（117）